# Axel Oxenstierna
 Axel Gustafsson Oxenstierna ?, måske den største statsmand i Sveriges historie, blev født i 1583 og død i 1654. Ved Gustav 2. Adolfs tronbestigelse blev Oxenstierna gjort til rigskansler. I 1612 ledte han den svenske delegation ved fredsforhandlingerne i Knäred og indgik fredsaftalen den 18. januar 1613.
Efter kongens død og under dronning Kristinas formynderregering var Oxenstierna Sveriges faktiske regent. På hans initiativ blev det svenske postvæsen grundlagt i 1636.